# 共识决策法
共識決策法（英文： Consensus decision-making） 是指一種決策過程，不僅追求參與者的多數的同意，而且還解決和減輕少數人的反對以達成最多同意的決策。
共識通常被定義為以下含義：
- 普遍同意
- 達成普遍同意的過程。

共識決策法主要指達成普遍同意的過程。
該方法試圖消弱派別或黨派的作用，並提升個人意見的表達。通過並列不同的意見，該方法也增加了不可預測或創新方案出現的的可能性。該方法尋求最小的反對意見，因此該方法在志願者組織中非常流行，在志願者組織中，決策只有取得最廣泛的認可，才更有希望被貫徹執行。當決策的強制執行難以實施時，就希望採用共識決策法，這樣每一個參與者將被要求對決策施加影響。
相對於哪些多數派採取行動，並執行決策而沒有更多的與少數投票人進行磋商的情況，少數派的意見必須更大程度的被考慮。這種方法通常被認為共識需要更多的時間和努力去達成。因此，一些團體可能保留共識決策法用於特別複雜，有風險和重要的決策。然而，有許多團體的例子，那些團體採用共識決策法，以一種使期能夠既考慮到少數派的意見，又同時可以及時有效地做出決策。這些例子將在共識決策法的期望一節給出。

## 共识
共识的含义：
- 共识（Consensus）不是“一致”（unanimity）的代名词。 尽管“一致”有时也可能是决策过程中同意的规则。共識只着重建立超多数（supermajority）的支持，而一致要求所有参与者都支持一个决定。 共识不强求一致同意。理想情况下，共识不会存在任何反对意见；但假如无法实现这点，共识应采纳多数人的意见，并和重要少数的意见作出适当妥协， 防止出现多数人暴政的情况出现。
- 共识也不是多数表决，所有意见都是有价值，共识需要尊重不同声音，当然并不总是要接纳它。51%的人倾向的选择通常并不足以形成共识，而只有少数人支持的选择更基本不可能是共识。

民主意味着人民统治，民主的目的是为来形成公民之间的合理共识（普遍同意)。这是民主方法的合理性所在, 与特殊的人或群体的统治完全相反 。  

共识的基础：
- 《史丹佛哲學百科全書》民主（Democracy[5]）條目中指出：「这种共识需要的基础是什么？ 诚然，旨在达成的共识是理性人之间的合理共识。 合理的共识并不意味着实际的共识。 这意味着，对于有理的人达成的结社条款，即使社会上不讲理的人不同意，这些条款也可合法化。」
- 理性、客观、公正和包容是形成合理共识的基础。

事物常有两面性，虽然有批评指出，共识决策法会导致一种情况，相对少得人(一个派别)可以阻止大多数人渴望的行动。 但是，共识决策法同时更好的保护了少数弱势群体的利益，防止多数人暴政的情况出现。

## 决策规則
完成决策所必需的协议级别称为“决策规则”（decision rule）。

### 非常快速的决策
通常，此类规则假定一定数量的参与者，因此将满足以百分比表示的共识阈值。 也就是说，如果12个组中大多数9个人中的共同决定可以取代另外3个的共同决定，则这是75％的共识阈值。 但它也是“一致减3”的阈值，可以用一种或两种方式表示，例如“ 75％ 或全体一致减去三”，以小组的章程为准。 这样的陈述允许少数群体在缺席或缺席的情况下得到更强有力的代表。

### 共识决策的过程
與其簡單地列出選項，短時間的爭辯，投票，然後根據一定比例的多數（比如說多於50%或2/3）來接受或拒絕，一個共識決策的過程要包括認清與面對疑問，提出新選擇，合併不同選擇，及保證每一個人都明白各建議與論點。
這樣給了更多的影響力予少數派、有反對意見但難以迅速闡述的以及缺少辯論技巧的人。因此共識決策法往往被視作草根民主的表現形式。
有些平等主義（Egalitarian）團體會試用共識方法來減少其領袖或組織者之權力。此等方法可減多數對少數或個人之任何傷害。共識方法或適用於個人或情緒風險高（personal （or emotional） risk to members is high）、互不信任、討論時間充足之情況。共識決策法或可修正習慣惰性、過於服從或疏忽等陋習。
如任何集體決定過程，共識決策亦會令不參與辯論者失去影響力，因他們不能參與修訂新提議（但他們在討論前或曾有參與之機會）。故此，多數共識決策程序極重視參與。
定義一套共識決策過程的2種關鍵因素：
1. 所要求的同意／一致程度；
2. 討論的時間分配，包括急切事項與重要事項之間之分配；

### 否决权和其他形式的异议
健康之共識決策程序往往及早鼓勵並釋放反對聲音，以盡可能收納各種小眾觀點。
很多組織以為一致同意的決定代表協調、團結。
为了确保所有参与者的同意或许可均得到重视，许多小组选择一致或接近一致作为其决策规则。 需要一致意见的小组允许个别参与者否决小组决定。 该规定激励小组确保在通过任何新提案之前，所有小组成员均同意该提案
。 
1. 但是，使用此选项的合准则很重要。 协商一致决策的道德规范鼓励参与者将整个团队的利益置于自己的个人偏好之上。
2. 当有可能阻碍小组决策时，鼓励小组和小组中的异议者进行协作，直到达成协议。
3. 简单地否决一个决定不被视为共识否决权的负责任使用。

### 行動、監察與後繼
行動是決策的關鍵之處，如果沒有行動，只會是空談。自亞歷山大大帝以降，軍事領袖經常強調：若司令不親自督促，則命令不會被切實執行。同理亦適用於集體決定－或更甚。

### 为什么规则还不够
人群中的个体不是纯算法的参与者，持异见者会受到心理影响，并且并非所有参与者都是平等的。 需要考虑很多特殊情况。

## 批評
關於共識決策法有很多批評：
1. 一個批評是共識決策法會導致一種情況，相對少得人（一個派別）可以阻止大多數人渴望的行動（參見少數主義）。
2. 另一個批評是會有很多存在兩極化的決策不可能達成共識。在這些情況下，一個團體或組織會相持不下，落入僵局。共識決策法也被批評它允許決策的責任散佈到團隊成員中，使得沒有人為決策的後果負責。此外，共識決策法也可能很慢。
3. 共識決策法也會導致一些病態的團體動力學。比如，人們會不願意表達不同意見以免打破共識。這會導致一種團體迷思的情形，團體裡的每一個成員相信一個策略有缺點，但是沒有人願意表達這個想法，因為他們的誤以為團體中的其他每一個人都支持這個策略。

## 共識決策法的期望
近年來共識決策法取得了可觀的發展。比如說基於貴格會的共識被應用於許多不同的背景。此外，不同的共同社區（intentional communities）也發展出了一些既綜合又有效的過程。共識決策法的兩個方法如下面長街所述：

### 基於貴格會的共識
貴格會員模型的下列方面可以被有效地應用到任何共識決策的過程中：
- 包括積極傾聽和共享信息的討論。
- 想法和方案屬於團體，不記錄名字。
- 通過討論解決異議，促進者識別出達成一致的部分，和存在異議的部分，以便推動討論的深入。
- 團體作為一個整體為決策負責，決策屬於團體。

### 使用彩色卡片
一些共同社區也使用共識決策法取得了好的效果。在共同住宅團體中，很多情況下，事務必須在時間約束下辦理。因此效率是很重要的。如果團體真誠地希望通過共識進行決策，就需要一種有效的辦法。一個開放的討論需要在一個過程的推動下進行，這個過程很快地合理地向前進展，決策得到所有人的支持。可以滿足這樣要求的具有獨創性的方法被開發出來，一種方法就是引入了彩色卡片（綠，黃，紅）的使用。
在一些團體中，卡片有兩種用法，一種是在討論時用，另一種是在決策時用：

#### 討論時用
希望發言的團體成員舉起一張卡片：
- 綠色卡片意味著“我有話要說”或“我有問題” 。當多名團體成員舉起綠色卡片，他們被安排按著順序等待發言。每一個人依次發言，以與貴格-based共識類似的方法。
- 黃色卡片意味著“我可以澄清”或“我需要澄清（對剛才所說的）”。
- 紅色卡片是過程卡。當紅色卡片被舉起時，要求成員關註一下過程。比如說，一個舉起紅色卡片的人會說：“我們是不是偏離了議題？”或者“我們爭論這個的目的是什麼？”，甚至是“我們休息一下如何?”紅色卡片給與所有成員一個稱為促進者的平等機會。

#### 決策時用
討論過後，促進者清楚地說明提議並要求大家舉起卡片：
- 綠色的意味著：“我同意”
- 黃色的意味著：“我可以接受”
- 紅色的意味著：“我不同意，但我會考慮所有團體成員的發言，努力來尋找一個更好的方法”。這樣，舉起紅牌並不會阻塞過程，這意味著舉紅牌的人將要與其他人在質疑的事情上一同工作，並把它帶回後續的討論。這樣往往能夠保證紅牌不會被輕易使用。

如果團隊同意採納類似這樣的方法，並且所有的團隊成員都願意用這種方法討論和決策，共識決策法可以即能夠有效地滿足團體的目標，同時具有時間效率。

### 引用
1. ↑  .   [2021-05-15]. （原始内容存档于2021-05-15）.
2. 1 2  .   [2021-06-03]. （原始内容存档于2020-10-20）.
3. ↑  .   [2021-06-04]. （原始内容存档于2021-06-04）.
4. ↑  .   [2021-06-04]. （原始内容存档于2021-06-05）.
5. ↑  .   [2021-06-03]. （原始内容存档于2020-10-20）. The aim of democracy as public justification is reasoned consensus among citizens" "What is the basis of this need for consensus? To be sure, the consensus that is aimed at is reasonable consensus among reasonable persons. Reasonable consensus does not imply actual consensus. The unreasonable persons in society need not agree with the terms of association arrived at by reasonable persons in order for those terms to be legitimate.
6. 1 2  Hartnett, Tim. . New Society Publishers. 26 April 2011  [2021-05-13]. ISBN 978-0-86571-689-6. （原始内容存档于2021-05-13） （英语）.
7. ↑  Kaner, Sam. . John Wiley & Sons Inc. 26 April 2007. ISBN 9780787982669.
8. ↑  Christian, Diana Leafe. . New Society Publishers. 1 January 2003  [2021-05-14]. ISBN 978-0-86571-471-7. （原始内容存档于2021-05-20） （英语）.